# Monster-in-Law
Monster-in-Law (La madre del novio en España, Una suegra de cuidado en Argentina, El Salvador, Uruguay y Venezuela, Si te casas... te mato en México y Si te casas, ¡Te mato! en Colombia)  es una comedia protagonizada por Jennifer López, Jane Fonda y Michael Vartan, dirigida por Robert Luketic y estrenada el 13 de mayo de 2005 en Estados Unidos y el 15 de septiembre del mismo año en España. Supone el regreso a la pantalla grande de Jane Fonda tras una larga ausencia.

## Sinopsis
Charlotte "Charlie" (Jennifer López) siempre ha buscado al hombre de sus sueños, aunque cuando encontraba a un posible candidato, salía en dirección contraria. Pero por fin parece que todo eso está a punto de cambiar. Y Kevin Fields (Michael Vartan), un cirujano de éxito, es el afortunado. Aunque claro, no todo puede ser perfecto, y cuando Charlie conoce a la madre de Kevin, Viola (Jane Fonda), descubre que es una auténtica pesadilla. Viola acaba de ser despedida de su programa de televisión por su poca popularidad con la creciente audiencia juvenil y ahora no está dispuesta a perder también a su hijo. Así que decide convertirse en la peor suegra del mundo con el fin de deshacerse de la prometida de Kevin. No se va a detener ante nada y además cuenta con la ayuda de su asistente Ruby (Wanda Sykes) para llevar a cabo su plan. Pero Charlie, muy enamorada, va a plantar cara, con lo que las dos mujeres se enfrentan en una batalla feroz.

## Recepción crítica y comercial
La película recibió críticas desfavorables. Únicamente recibió un 18% de comentarios positivos según la página de Internet Rotten Tomatoes, llegando a la siguiente conclusión: "Mientras Jane Fonda se roba la película en su regreso a la gran pantalla, un guion cansado y endebles actuaciones hacen que esta comedia cruce el límite de ser demasiado simple."
En taquilla obtuvo buenos resultados, entrando en el número 1 de la taquilla estadounidense, con 23 millones de dólares, para, finalmente, recaudar casi 83 millones en Estados Unidos. Sumando las recaudaciones internacionales, la cifra asciende a 155 millones. Su presupuesto fue de 43 millones.

## Premios

### Razzie Awards
| Categoría   | Persona        | Resultado |
| ----------- | -------------- | --------- |
| Peor Actriz | Jennifer López | Nominada  |